# Туфештій-де-Жос
Туфештій-де-Жос (рум. Tufeștii de Jos) — село у повіті Васлуй в Румунії. Входить до складу комуни Ребріча.
Село розташоване на відстані 296 км на північний схід від Бухареста, 28 км на північ від Васлуя, 30 км на південь від Ясс.

## Населення
За даними перепису населення 2002 року у селі проживали 427 осіб, усі — румуни. Усі жителі села рідною мовою назвали румунську.